# Aturus desquamatus
Aturus desquamatus är en kvalsterart som beskrevs av Mitchell 1954. Aturus desquamatus ingår i släktet Aturus och familjen Aturidae. Inga underarter finns listade.